# Santa Maria d'Ollers
L'Església de Santa Maria d'Ollers és una església de Barberà de la Conca (Conca de Barberà). Es va construir als anys 40 del segle XX arran de la destrucció de l'antiga església parroquial d'Ollers durant la Guerra Civil espanyola. Així, en la postguerra es va habilitar un habitatge com a nova església i se li va afegir una torre i un portal d'entrada, al que es donà accés per unes escales. És una obra inclosa en l'Inventari del Patrimoni Arquitectònic de Catalunya.

## Descripció
Edifici de planta rectangular situat al bell mig del poble. Bastit a mitjans de segle xx, probablement fou un habitatge fins a principis dels 1940 quan, després de l'ensorrament de l'antiga església durant la guerra civil, s'hi afegí un campanar, un portal d'entrada cobert i unes escales d'accés Si bé l'edifici no té cap interès de tipus artístic i arquitectònic, és necessària la seva ressenya com a aportació a la història recent de la societat i l'església a Catalunya.